# Equus giganteus
Equus giganteus és una espècie extinta de mamífer perissodàctil de la família dels èquids que visqué a Nord-amèrica durant el Plistocè, fa entre 11.700 anys i 2,6 milions d'anys. Se n'han trobat restes fòssils a Dakota del Sud, Florida, Kansas, Maryland, Nevada, Oklahoma i Texas (Estats Units). Fou descrit a partir d'una sola dent més grossa fins i tot que les dents dels cavalls de tir més grossos d'avui en dia. Es calcula que devia fer uns 2,25 cm d'alçada a la creu i pesar entre 1.200 i 1.500 kg. Hi ha autors que el consideren un nomen dubium.